# Julius Zeyer
Julius Zeyer (Praga, 26 aprile 1841 – Praga, 29 gennaio 1901) è stato un poeta, drammaturgo e scrittore ceco.
Personalità intrisa di romanticismo, e alquanto irrequieta, fece molti viaggi in giro per il mondo, dalla Grecia all'Africa, dall'Italia alla Francia.
Poeticamente fu vicino a Jaroslav Vrchlický, entrambi convinti della necessità di un rinnovamento culturale del loro paese. In seguito percorse un proprio cammino artistico, tendente verso il tardoromanticismo e legata alle leggende e tradizioni dei popoli e dei paesi. 

## Opere

### Prosa
- Fantastické povídky - romanzo fantastico
- Ondřej Černišev – romanzo
- Román o věrném přátelství Amise a Amila – romanzo fantastico a sfondo mitologico
- Jan Maria Plojhar - Giovanni Maria Plojhar, romanzo sociale del 1891
- Tři legendy o krucifixu - La leggenda del crocifisso, del 1895
- Trojí paměti Víta Choráze – racconto
- Radúz a Mahulena - dramma scenico, con l'aiuto del compositore Josef Suk
- Dům U tonoucí hvězdy – racconto drammatico
- Báje Šošany
- Stratonika a jiné povídky
- Maeldunova výprava

### Poesie
- Vyšehrad – sulla storia cecoslovacca
- Čechův příchod – sulla storia cecoslovacca
- Zpěv o pomstě za Igora
- Karolínská epopej – Epopea carolingia, del 1887-1896, sulle leggende storiche e l'epopea carolingia
- Kronika o sv. Brandanu
- Z letopisů lásky
- Ossianův návrat

### Lavori teatrali
- Legenda z Erinu
- Libušin hněv
- Šárka
- Neklan
- Radúz a Mahulena